# Bec Rawlings
Pour les articles homonymes, voir Rawlings et Hyatt.
Bec Rawlings, aussi connue sous le nom de Bec Hyatt, née le 11 février 1989 à Launceston en Tasmanie, est une pratiquante d'arts martiaux mixtes (MMA) et boxeuse à main nues australienne. Elle évolue dans la catégorie des poids pailles de l'Ultimate Fighting Championship de 2014 à 2018.

## Biographie
Bec Rawlings a commencé la pratique du MMA en 2010 au départ pour perdre du poids et garder la forme. Mais elle est rapidement tombée enceinte et a été obligée d'interrompre ses entrainements. Lorsque son plus jeune fils Enson est né, elle s'y est remise rapidement et neuf mois plus tard elle combattait au BRACE 12.

## Parcours en arts martiaux mixtes

### Débuts
Bec Rawlings commence sa carrière professionnelle en MMA le 5 octobre 2011 lors de l'évènement BRACE 12 à Hobart en Australie. Opposée à l'Australienne Rhiannon Thompson, elle se fait surprendre par un head side kick qui lui fait subir une défaite par KO dès la première reprise.

### Invicta Fighting Championships
En novembre 2012 Bec Rawlings signe pour 3 combats avec l'Invicta FC. Pour le premier combat se déroulant à Kansas City, elle est opposée à l'Américaine Carla Esparza lors de l'évènement Invicta FC 4: Esparza vs. Hyatt. L'enjeu de la rencontre est le titre poids pailles de l'Invicta FC. Mais l'issue du match tourne en sa défaveur sur décision unanime et c'est Carla Esparza qui prend le titre.

### The Ultimate Fighter
Bec Rawlings est sélectionnée pour participer à The Ultimate Fighter: A Champion Will Be Crowned. Elle s'entraine avec Gilbert Melendez au sein de la Team Melendez. Bec Rawlings est classée numéro 8, elle doit affronter le septième choix de l'entraineur adverse Anthony Pettis, qui est Justine Kish. Mais celle-ci se blesse au genou durant un entrainement et doit abandonner le 22 octobre 2014 lors de l'Episode 5: Coming To Get You avant même son premier combat.
Le 8 novembre 2014, Justine Kish n'étant plus disponible, c'est Tecia Torres qui la remplace et qui l'emporte par décision unanime au bout des 2 rounds lors de l'épisode 8: Scrapettes. Le parcours de Bec Rawlings s’arrête avant même les quarts de finale du tournoi, elle ne pourra donc pas tenter de disputer le titre inaugural poids pailles de l'UFC 115 lb (52 kg). 

### Ultimate Fighting Championship
Le 3 décembre 2014 l'UFC annonce que sur le programme préliminaire de l'événement The Ultimate Fighter: A Champion Will Be Crowned Finale se déroulant à Las Vegas aux États-Unis Bec Rawlings sera opposée à l'Américaine Heather Jo Clark. Le 12 décembre 2014 date de l'événement, l'Australienne subit une défaite par décision unanime (29-28, 29-28, 29-28).
Le 10 avril 2015, l'UFC annonce que Seo Hee Ham a contracté une blessure et doit déclarer forfait pour l'UFC Fight Night 65 du 10 mai 2015. C'est l'Américaine Lisa Ellis qui la remplacera pour rencontrer Bec Rawlings.
La confrontation avec Lisa Ellis du 10 mai 2015 tourne à l'avantage de l'Australienne qui réussit dès la fin du premier round à passer dans le dos de son adversaire et à placer un étranglement arrière obligeant l'Américaine à abandonner. Bec Rawlings signe ainsi sa sixième victoire en MMA.

## Palmarès en arts martiaux mixtes
| 13 combats     | 7 victoires | 6 défaites |
| Par KO         | 1           | 2          |
| Par soumission | 4           | 0          |
| Sur décision   | 2           | 4          |

| Résultat | Record | Adversaire               | Méthode                                     | Événement                                               | Date             | Round | Temps | Lieu                                    | Notes                                    |
| -------- | ------ | ------------------------ | ------------------------------------------- | ------------------------------------------------------- | ---------------- | ----- | ----- | --------------------------------------- | ---------------------------------------- |
| Défaite  | 7-6    | Tecia Torres             | Décision unanime                            | UFC Fight Night: Bermudez vs. Korean Zombie             | 4 février 2017   | 3     | 5:00  | Houston, Texas, États-Unis              |                                          |
| Défaite  | 7-5    | Paige VanZant            | KO (head kick et coups de poing)            | UFC on Fox: Maia vs. Condit                             | 27 août 2016     | 2     | 0:17  | Vancouver, Colombie-Britannique, Canada |                                          |
| Victoire | 7-4    | Seohee Ham               | Décision unanime                            | UFC Fight Night: Hunt vs. Mir                           | 20 mars 2016     | 3     | 5:00  | Brisbane, Australie                     |                                          |
| Victoire | 6-4    | Lisa Ellis               | Soumission (étranglement arrière)           | UFC Fight Night: Hunt vs. Miocic                        | 10 mai 2015      | 1     | 4:09  | Adelaide, Australie                     |                                          |
| Défaite  | 5-4    | Heather Jo Clark         | Décision unanime (29-28, 29-28, 29-28)      | The Ultimate Fighter: A Champion Will Be Crowned Finale | 12 décembre 2014 | 3     | 5:00  | Las Vegas, Nevada, États-Unis           |                                          |
| Défaite  | 5-3    | Mizuki Inoue             | Décision unanime                            | Invicta FC 6: Coenen vs. Cyborg                         | 13 juillet 2013  | 3     | 5:00  | Kansas City, Missouri, États-Unis       |                                          |
| Victoire | 5-2    | Jasminka Cive            | Soumission (clé de bras)                    | Invicta FC 5: Penne vs. Waterson                        | 5 avril 2013     | 1     | 3:30  | Kansas City, Missouri, États-Unis       |                                          |
| Défaite  | 4-2    | Carla Esparza            | Décision unanime                            | Invicta FC 4: Esparza vs. Hyatt                         | 5 janvier 2013   | 5     | 5:00  | Kansas City, Kansas, États-Unis         | Pour le titre poids des pailles Invicta. |
| Victoire | 4-1    | Christina Nicole Tatnell | TKO (coups de poing)                        | Nitro MMA: Nitro 7                                      | 20 octobre 2012  | 1     | 0:37  | Brisbane, Australie                     |                                          |
| Victoire | 3-1    | Rachel Sheridan          | Décision majoritaire                        | Valor Fight 1: Resolution                               | 9 juin 2012      | 3     | 3:00  | Launceston, Australie                   |                                          |
| Victoire | 2-1    | Daniela Marjanovic       | Soumission technique (étranglement arrière) | Australian Fighting Championship 3                      | 14 avril 2012    | 1     | 0:21  | Melbourne, Australie                    |                                          |
| Victoire | 1-1    | Sarah Morrison           | Soumission (clé de bras)                    | Brace for War 14                                        | 18 février 2012  | 2     | 1:30  | Canberra, Australie                     |                                          |
| Défaite  | 0-1    | Rhiannon Thompson        | KO (head side kick)                         | Brace for War 12                                        | 15 octobre 2011  | 1     | 2:30  | Hobart, Australie                       | Combat de la soirée.                     |